# 克里斯·卡瓦诺
克里斯·卡瓦诺（英語：Chris Cavanaugh，1962年7月1日—），美国男子游泳运动员。他曾代表美国参加1984年夏季奥林匹克运动会游泳比赛，获得男子4×100米自由泳接力金牌。